# Darfur (Film)
Darfur, DVD-Hüllen-Untertitel Der vergessene Krieg, ist ein US-amerikanischer Kriegsfilm des deutschen Regisseurs Uwe Boll. Der Film erschien 2009 und ist der zweite Kriegsfilm von Boll nach 1968 Tunnel Rats (2008). Er spielt während des Darfur-Konflikts und thematisiert die Menschenrechtsverletzungen an den schwarzafrikanischen Stämmen durch die arabischen Dschandschawid.

## Handlung
Ein Reporterteam bestehend aus Malin Lausberg, Freddie Smith, Theo Schwartz, Ted Duncan, Bob Jones und Adrain Archer befindet sich unter dem Schutz der Afrikanischen Union in Darfur, um im Auftrag der Vereinten Nationen als unabhängige Beobachter Menschenrechtsverletzungen der Dschandschawid zu dokumentieren. Geleitet wird der Trupp durch Captain Jack Tobamke. Sie haben gerade die Einwohner des Dorfes Nabagaia interviewt und deren Lebensgeschichte, sowie Kriegserfahrungen, dokumentiert, als sie auf dem Rückweg einen Konvoi der Dschandschawid entdecken, der sich auf das Dorf zubewegt.
Per Mehrheitsentscheid beschließen sie, das Dorf zu retten, indem sie dort Präsenz zeigen wollen. Gerade als sie alle Dorfbewohner zusammengerufen haben, schlägt eine Rakete im Dorf ein. Die Dschandschawid lassen sich nicht auf Diskussionen mit Tobamke ein und geben den Reportern zehn Minuten, um das Dorf zu verlassen. Als einer der Reporter versucht zu intervenieren, schießt der Anführer einem kleinen Jungen vor ihren Augen in den Kopf. Panisch steigen die Reporter in die Wagen ein. Jedoch bekam Ted Duncan von einer Frau ein Baby zugesteckt. Die Dschandschawid entdecken das Baby und werfen es auf den Boden. Nachdem die Reporter das Dorf verlassen haben, beginnen die Dschandschawid mit der Auslöschung des Dorfes. Sie beginnen, alle Bewohner zu töten, die Frauen werden erst vergewaltigt, dann getötet.
Auf dem Rückweg beschließen Theo Schwartz und Freddie Smith zurückzugehen, um ein Zeichen zu setzen. Nach einer langen Diskussion beschließt Jack Tobamke ebenfalls mitzugehen. Zusammen bekämpfen sie die Dschandschawid. Tobamke wird vom Anführer erschossen. Daraufhin beschließen Freddie und Theo zu fliehen. Auf der Flucht aus dem Dorf rettet Freddie eine Frau und ihr Baby aus den Fängen eines Vergewaltigers. Auf der anschließenden Flucht stirbt die Frau. Freddie wird gefangen genommen, kann jedoch kurz vorher das Baby an Theo weiterreichen. Dieser wird wenige Meter entfernt angeschossen. Mit letzter Kraft begräbt er das Baby unter sich. Der Anführer der Dschandschawid statuiert an Freddie ein Exempel, er übergießt ihn unter höhnischen Bemerkungen mit Benzin und zündet ihn anschließend an. Danach töten die Dschandschawid die letzten Bewohner des Dorfes, setzen es in Brand und ziehen weiter.
Stunden später kehrt das Reporterteam zurück. Malin entdeckt das Baby unter der Leiche von Theo und nimmt es mit. Die restlichen Mitglieder des Reporterteams betrinken sich, um ihren Kummer zu vergessen.
Der Film schließt mit der Texttafel:

“That we have not stopped the genocide means we have not learned from history”

„Wir haben nichts aus der Vergangenheit gelernt, denn wir haben den Völkermord nicht verhindert.“

## Hintergrund
Der Film wurde in Kapstadt, Südafrika gedreht. Wie schon bei 1968 Tunnel Rats verzichtete Uwe Boll auf festgeschriebene Dialoge und gab seinen Schauspielern nur ein Outline. Manche Szenen wurden mit Handkamera festgehalten, um eine realistische Darstellung zu bewirken. Für die Bewohner des Dorfes wurden Laiendarsteller besetzt, die zum Teil in den Konflikt involviert waren. Eine Sudanesin im Film wurde tatsächlich mehrfach vergewaltigt, ein Mensch, dessen Familie getötet wurde, spielte diese Szene auch nach. Hinzu kommen einige Erfahrungsberichte in den Interviews am Anfang des Films. So entstand für den Film eine Art Dokumentar-Stil, der neben der realistischen Gewaltdarstellung versuchte, Authentizität herzustellen.
Das Budget des Films wird auf ca. vier Millionen Dollar geschätzt, Regisseur Uwe Boll rechnet jedoch nur mit einem Einspielergebnis von 2,5 Millionen. Da der Film nur in wenigen Kinos lief und sonst nur auf dem Videomarkt erschien, fehlen hierzu offizielle Zahlen.

## Rezeption
Darfur gewann auf dem New York International Independent Film and Video Festival 2010 den Preis für den besten internationalen Film.
Der Film wurde generell als gut und wichtig beurteilt. Cosima Lutz beispielsweise urteilte in Die Welt:

„Boll hingegen zeigt ein Töten, das noch immer stattfindet, er zeigt es in aller Härte, und er bringt es ohne jeden aufmerksamkeitsschmarotzenden Blick auf den Punkt. Stringent, differenziert und bodenlos ist „Darfur“ durcherzählt, und die Tatsache, dass reale sudanesische Vergewaltigungsopfer ihre Traumata nachstellen, lässt die Menschen – so paradox es klingt – wenigstens zum Teil wieder über ihre eigene Geschichte verfügen und gibt ihnen Würde zurück – und dem Film eine flirrende Wucht.“

Jürgen Kiontke von Amnesty International lobte den Film als „durchaus ernstzunehmender Film, der versucht, öffentliches Bewusstsein für eine oft vergessene Tragödie herzustellen.“ Kritisiert wurde dagegen die Rachegeschichte, die nicht so ganz in den ansonsten guten Film passen würde:

„Die emotionale Kurzschlusshandlung der Rückkehrer mag also gut gemeint sein. Letztlich muss man diese Wendung aber am selben Kriterium bewerten lassen, durch das sich auch die explizite Gewaltdarstellung rechtfertigen lässt, nämlich der Realität. Dabei steht es außer Frage, dass diese Art von Selbstjustiz keinesfalls politisch wünschenswert sein kann, da sie durch keinerlei Mandat gedeckt ist und keinem der Beteiligten einen substantiellen Nutzen verspricht.“